# Passetto di Borgo

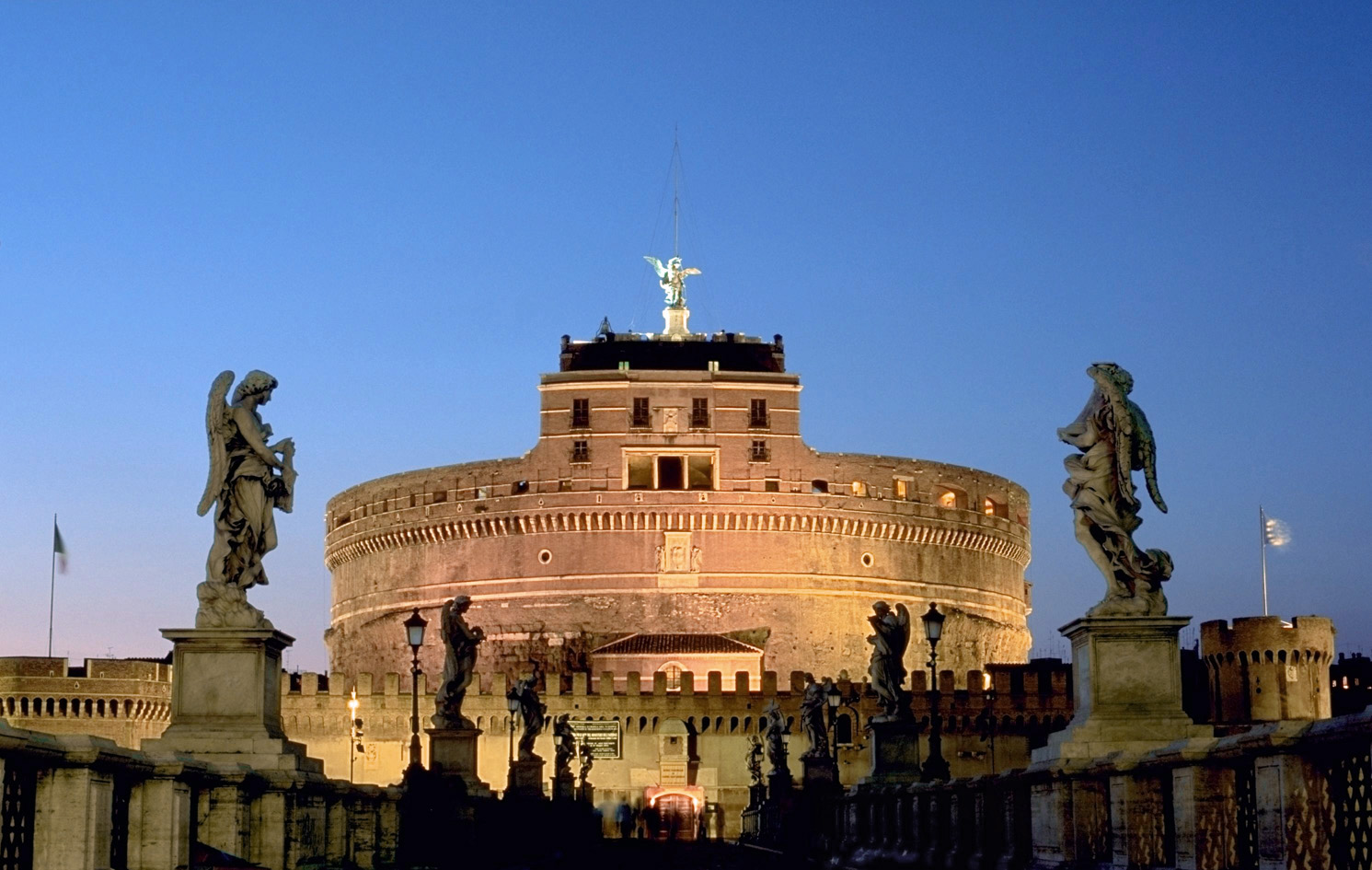
Zamek Świętego Anioła

Passetto di Borgo – ufortyfikowane przejście nadziemne łączące Pałac Apostolski z Zamkiem Świętego Anioła. Miało ono umożliwić papieżowi skrytą i bezpieczną ucieczkę do zamku.

## Historia
Il Passetto ma długość około 800 metrów. Jego najstarsze fragmenty zostały wybudowane przez króla Ostrogotów Totilę, jako mur obronny przylegający do Mauzoleum Hadriana, czyli późniejszego Zamku Św. Anioła. Pierwotna konstrukcja wykonana została z wielkich bloków grubo ciosanego kamienia, widocznych do dziś w pobliżu Porta Castello. Około 852 roku papież Leon IV na bazie wcześniejszych umocnień zbudował mur obronny o wysokości 5 metrów, wyposażony w otwarty chodnik (fr. Chemin de ronde) na szczycie. W XIII wieku Mikołaj III zaadaptował mur jako drogę ucieczkową - na szczycie powstał zakryty chodnik. W XV wieku Bonifacy IX i Aleksander VI podnieśli il Passetto o jeden poziom - wcześniejsze przejście zostało ukryte w murze, a nad nim powstał nowy, odkryty chodnik z blankami obronnymi. Aleksander VI dobudował czworokątne wieże i podniósł chodnik jeszcze wyżej. W 1565 na polecenie Piusa IV wybudowano nowe umocnienia i utworzono nowe dzielnice: Borgo Pio, Borgo Vittorio i Borgo Angelico. Gdy Il Passetto straciło swoją wartość jako budowla obronna, przebito w nim przejścia dla nowych ulic.

## Wykorzystanie
Passetto di Borgo został wykorzystany w 1527 roku jako trasa ucieczki Klemensa VII podczas Sacco di Roma - złupienia Rzymu przez wojska Karola V. Oddział Gwardii Szwajcarskiej zdołał wtedy zapewnić papieżowi bezpieczne schronienie w Zamku Św. Anioła, jednak starcie przeżyli tylko nieliczni gwardziści.

## Przypisy

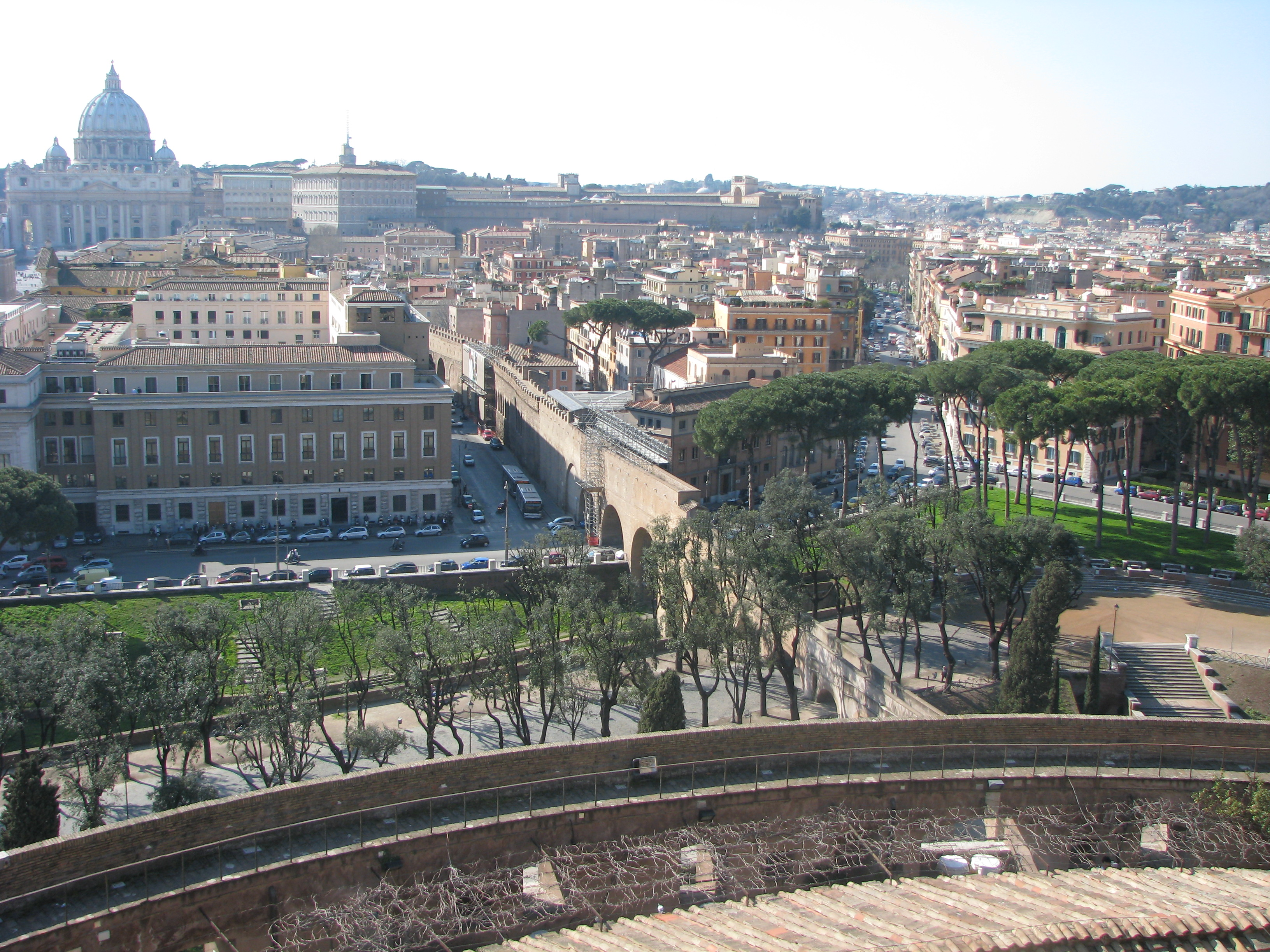
Passetto di Borgo widziane z Zamku Świętego Anioła